# Novela rosa
La novela rosa, también conocida como novela romántica (aunque resulta útil el término «rosa» para distinguirla de la novela romántica perteneciente al período histórico cultural del Romanticismo) se trata de un género literario narrativo occidental, que la RAE define como una «variedad de relato novelesco, cultivado en época moderna, con personajes y ambientes muy convencionales, en el cual se narran las vicisitudes de dos enamorados, cuyo amor triunfa frente a la adversidad». En inglés se la conoce como romance novel y en francés como roman sentimental o roman à l'eau de rose. El escritor cubano Guillermo Cabrera Infante consideraba ambiguo el término novela rosa y proponía a cambio novela de romance para definir este género en castellano.

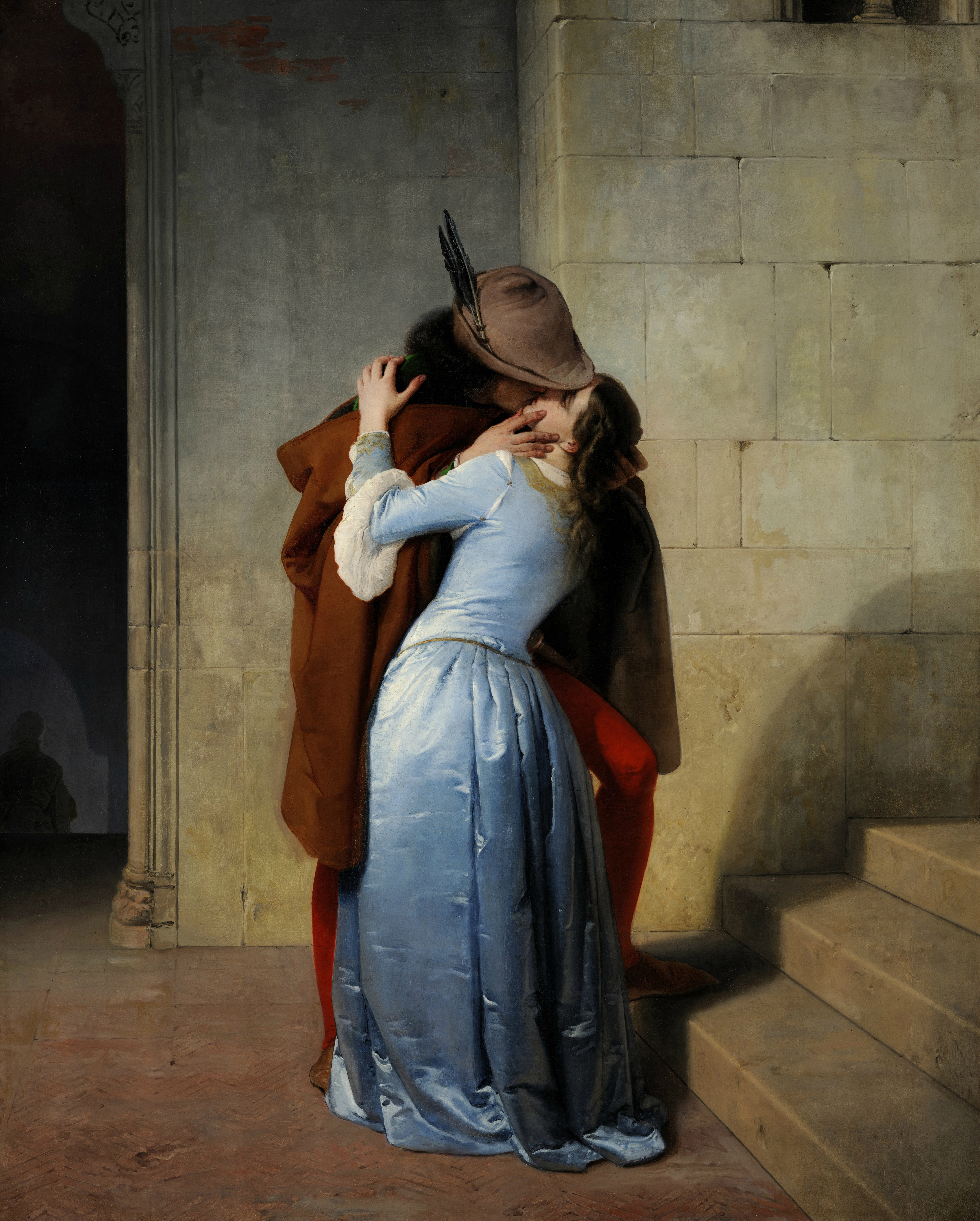
El beso, por Francesco Hayez.

## Descripción
Además de la definición de la RAE, la asociación Romance Writers of America (Escritores Románticos de América) define las dos principales normas a las novelas han de atenerse para considerarse de este género: 
1.ª La historia debe centrarse en la relación y el amor romántico que surge entre dos seres humanos. La asociación estadounidense antes mencionada considera que, actualmente, no debe centrarse sólo en el amor romántico heterosexual, sino que, según definen, la trama principal se refiere a dos personas que se enamoran y se esfuerzan en que su relación funcione. El conflicto en el libro se centra en la historia de amor. El clímax en el libro resuelve la historia de amor. Pueden existir otras subtramas, pero la historia de amor debe seguir siendo el tema principal.
2.ª El final de la historia debe ser positivo, dejando al lector que crea que el amor entre los protagonistas y su relación perdurará por el resto de sus vidas. Según la RWA, debe haber un "final emocionalmente satisfactorio y optimista". Las novelas rosas finalizan de tal manera que el lector se siente bien. Se basan en la idea de una justicia emocional innata, la noción maniquea de que la gente buena acaba siendo recompensada y la malvada es castigada. En una novela rosa, los amantes que se arriesgan a luchar por su amor y su relación acaban siendo recompensados con justicia emocional y amor incondicional.

## Tipos de novela rosa

### Por longitud

#### Romance breve
Las novelas de bolsillo, denominadas en inglés category romances, son novelas cortas que encajan en una colección predeterminada por el editor. Es este quien marca las pautas a los autores, especificando los requisitos que han de cumplir, pues cada colección en particular suele compartir similares escenarios, períodos históricos, niveles de sensualidad o tipo de conflicto. Suelen ser relatos cortos, normalmente, de no más de 250 páginas, novelas con tapa blanda y en octavo. Su precio de venta es bajo, en comparación con otros libros de ficción. Se comercializan durante un tiempo limitado: permanecen en la balda de la librería hasta que son vendidos o sustituidos por los títulos del mes siguiente.
Durante años en España, el principal distribuidor fue la Editorial Bruguera, actualmente lo es Harlequin Ibérica, que vende más de 160 millones de libros al año en toda Latinoamérica y cuenta con 50 millones de lectores anuales.

#### Romance extenso
Las novelas únicas, son más originales ya que no tienen que atenerse a normas estrictas, y tienen mayor extensión, en torno a 350-400 páginas. Son incluidas en una colección editorial, y aunque los editores pueden sacarlas al mercado durante períodos cortos de tiempo, es por razones de marketing.

### Por ambientación

#### Romance histórico
Aunque la novela rosa histórica abarca todos los tiempos y lugares, desde la prehistoria a la Segunda Guerra Mundial, algunos escenarios son muy recurrentes como la Edad Media (con invasiones vikingas y luchas entre sajones y normandos), la Regencia británica o Época victoriana (Inglaterra y Escocia del siglo XIX), la conquista del Oeste o la guerra civil estadounidense. Aunque en muchas ocasiones buscan escenarios exóticos en cualquier continente, las protagonistas son casi siempre occidentales. Las novelas históricas fueron las primeras en tener una extensión de más de 400 páginas.
Las autoras más editadas en España, según el ISBN, dentro del género histórico son: Johanna Lindsey, Amanda Quick y Jude Deveraux.
Clásicas son las novelas históricas de Victoria Holt (seudónimo de Eleanor Burford para sus románces góticos): El Secreto de San Bruno, El Rey del castillo, La Noche de la séptima luna. Otras autoras de novela histórica son: Kathleen E. Woodiwiss (Cenizas al viento, El lobo y la paloma, Shanna), Lisa Kleypas (Ángel de medianoche, Solo con amor, ¿Dónde está mi héroe?), Julie Garwood (La boda, Deseo rebelde), Judith McNaught (Suspiros de pasión, Un amor maravilloso, Para siempre), y Shirlee Busbee (Cada vez que te amo, La Gitana).

#### Romance contemporáneo
El romance contemporáneo es un subgénero dentro de la literatura romántica que se centra en relaciones amorosas que ocurren en la época actual. Estas historias suelen estar ambientadas en ciudades y pueblos modernos y pueden incluir temas como citas en línea, aplicaciones de citas, redes sociales, y otros aspectos de la cultura y tecnología contemporánea.
En el romance contemporáneo, los protagonistas suelen ser personas jóvenes o de mediana edad que están buscando el amor y la felicidad en un mundo moderno y a menudo caótico. Los personajes pueden ser profesionales de diversas áreas, como abogados, médicos, artistas, escritores, empresarios y muchos otros.
Muchas novelas rosas contemporáneas tienen un alto grado de suspense, por lo que son conocidas como de suspense romántico, por ejemplo Nora Roberts, o por no ajustarse demasiado al modelo tradicional se denominan de novela sentimental o literatura femenina. De hecho se han creado nuevos subgéneros desde los años 1990 como el Chick Lit, que se centran más que en una relación romántica, en las dificultades de las relaciones estables para las mujeres modernas, mientras lidian con problemas diarios, incluyendo del ligue y el sexo, normalmente en lugares urbanos como Londres, Nueva York o Dublín.
Por lo que se refiere a la novela rosa dramática, cabe citar a Danielle Steel (es la autora más publicada en España y, de hecho, en muchos otros países como Francia). También destacan en novela contemporánea la ya citada Nora Roberts y Jayne Ann Krentz. Otras autoras de novela rosa contemporánea son: Linda Howard (Un Beso en la oscuridad, Juego de sombras, Matar para contarlo), Sandra Brown (Testigo, La exclusiva, Odio en el Paraíso), Karen Robards (Superstición, Susurros a medianoche, Confiar en un extraño) y Susan Elizabeth Phillips (Toscana para dos, Este corazón mío, Ella es tan dulce, Cázame si puedes o Tenías que ser tú).

#### Romance fantástico
Muchas novelas rosas abordan el viaje a través del tiempo, permitiendo a los lectores ver a protagonistas con mentalidad actual vivir en otras épocas. Las históricas y contemporáneas, además se han ramificado y mezclado con otros géneros literarios variados como la ciencia ficción, fantasía, paranormal o psíquico.
Autoras como Jayne Castle publican ese tipo de subgénero y, algunos ejemplos de novelas de gran éxito son: Forastera (1991) de Diana Gabaldon, Un amante de ensueño (2002) de Sherrilyn Kenyon, Amante oscuro (2005) de J.R. Ward, Al llegar la noche (2006) de Jezz Burning, Crepúsculo (2008) de Stephenie Meyer.

### Grado de sensualidad
Existen diversos grados de sensualidad en este género, desde las novelas enteramente blancas, sin elementos sexuales, para satisfacer el gusto de lectores conservadores o religiosos, hasta historias picantes e incluso eróticas, llamadas romance erótico, caracterizadas por tener un contenido sexual predominante y detallado.

## Historia

### Antecedentes
Se considera que proviene del Romance, género literario medieval. La novela rosa se ha originado y desarrollado sobre todo en lengua inglesa. No obstante el tema amoroso con ficción feliz es clásico dentro de la historia de la literatura.
De hecho, el origen de la novela como género literario se encuentra en narraciones de la época clásica (Grecia y Roma) que siguen un esquema parecido a las novelas rosas actuales: encuentro de una pareja de jóvenes (enamoramiento, fuga, boda), separación (en un viaje arriesgado a causa de naufragios y piratas), reencuentro de los enamorados (que han sido fieles a pesar de las dificultades) y final feliz. Ejemplo de novela pastoril que relata las aventuras de una pareja de enamorados hasta que logran el final feliz es Dafnis y Cloe, de Longo (s. IV).
En los inicios de la novela moderna se encuentran autores como los ingleses Richardson y Fielding, con obras cuya trama o personajes pueden relacionarse con el género de la novela rosa posterior. Así, Samuel Richardson (Gran Bretaña, 1689-1761) narra en su novela Pamela, o la virtud recompensada (Pamela: Or, Virtue Rewarded, 1740) la historia de una joven doncella, bella y virtuosa, que consigue reformar al héroe libertino y casarse con él, ascendiendo así en la escala social.
Parodiando el moralismo sentimental de Richardson, Henry Fielding (Gran Bretaña, 1707-1754) logra novelas de trama más amena y personajes considerablemente más atractivos, especialmente sus heroínas, con mayor humor y sensualidad. Tom Jones (1749), novela más bien picaresca, narra las aventuras y desventuras de un joven libertino, empeñado en recuperar su legítima herencia, logrando casarse al final con Sophia Western, bella heroína, con numerosas virtudes y sentido del humor, más sutil e inteligente que el atolondrado héroe, lo que recuerda a las posteriores heroínas de Jane Austen.
La generación posterior a estos autores desarrolló el género de las novelas góticas, cuyo máximo exponente son las obras de Ann Radcliffe (Gran Bretaña, 1764-1823), en el que se encuentran también las raíces del género romántico. Su obra más famosa, Los misterios de Udolfo (The Mysteries of Udolpho, 1794), fue satirizada por Jane Austen (Gran Bretaña, 1775-1817) en su novela La abadía de Northanger (Northanger Abbey, 1798), en la que contrastó el misterio de la novela gótica con la realidad de las debilidades humanas.
Orgullo y prejuicio (Pride and Prejudice, 1813), escrito por Jane Austen, Cumbres Borrascosas (Wuthering Heights, 1847), de Emily Brontë (Gran Bretaña, 1818-1848), y Jane Eyre (1847), de Charlotte Brontë (Gran Bretaña, 1816-1855) son consideradas como novelas rosas clásicas, aunque presentan una mejor profundidad de personajes y emociones, por tanto encajan en el incipiente romanticismo, un género definido por emociones y paisajes.  
Ya en el siglo XX la autora Georgette Heyer (1902-1974) es considerada la creadora del género de romance histórico ambientado en la regencia inglesa y la época georgiana. En esa misma época comenzaron a escribir autoras clásicas del género como Elizabeth Goudge (1900-1984), Denise Robins (1897-1985) o Barbara Cartland (1901-2000), quienes fundarían años después la Romantic Novelists' Association (Asociación de Novelistas Románticas).

### Novelistas en español
Aunque hay novelas concretas de distintos autores que pueden considerarse por sus características que pertenecen a este género, no es hasta los años veinte del siglo , que comienzan a publicarse novelas orientadas al género en La Revista Blanca: en sus colecciones La Novela Ideal y La Novela Libre, dónde publicarán entre otras Regina Opisso (1879-1975), Federica Montseny (1905-1994), Ángela Graupera (1890-1930) o Carlota O'Neill (1905-2000).
A comienzos de siglo también publica J. Aguilar Catena (alias Oliverio Món 1888-1965). En 1922 también publica sus primera obra Rafael Pérez y Pérez (1891-1984), uno de los primeros y más populares representantes del género en España que continuaría publicando durante casi 50 años. La mayoría de su obra se publica en la Editorial Juventud, que crearía una colección llamada "La Novela Rosa" (que asentaría el nombre del género) para autores nacionales y extranjeros, donde se publicaban y reeditaban obras. En esa colección comenzarían a publicar a finales de los años 20 también las autoras: María del Carmen Garrido (1911-), Julia Mélida (1897-), María Mercedes Ortoll, Ilde Gir (Matilde Gironella Escuder, 1899-) y Cristina Clavijo (Mercedes Castelló Cabezón, 1905-1998).
Ya durante la Segunda República española, publicaron sus primeras obras varias reconocidas autoras M. J. Chiampos (María Josefa Fornovi Martínez) en 1931, también publicó Concha Linares-Becerra: Por qué me casé con él (1933), y Carmen de Icaza (Madrid, 1899-1979) publicó La boda del Duque Kurt en 1935; bajo el seudónimo de Valeria León, y el año siguiente su mayor éxito: Cristina Guzmán, profesora de idiomas.
Tras guerra civil española, continuaron publicando muchos autores y comenzaron a publicar muchos otros nuevos, que a partir de entonces estarían sometidos al escrutinio de la censura como: Concepción Castellá de Zavala (1889-1966) y Luisa María Martí García. En el año 1939 vio la luz la primera novela de Luisa-María Linares (1915-1986) : En poder de Barba Azul (1939). Varias novelas de Luisa-María Linares fueron llevadas al cine entre 1940 y 1976, entre otros por Juan de Orduña y Ladislao Vajda, llegando a haber seis películas producidas en el año 1944 que se basaban en sus historias. A comienzo de los cuarenta comienzan a publicar varios autores en novelas de formato de bolsillo que alcanzarán gran éxito entre el público como fueron María Teresa Sesé (n. 1917) y Carlos de Santander (Juan Lozano Rico).
También publicaron otros muchos novelistas como fueron: Cristina Luján (María Teresa Martín Iglesias), María Adela Durango (1916-), las hermanas May Carré (1922-1990) y María del Pilar Carré (1921-2000), María Pilar de Molina, Marisa Villardefrancos (1915-1975), Amelia Pina de Cuadro (1916-1994) y Trini de Figueroa (1918-1972).
Sin embargo en España e Hispanoamérica, la novela rosa ha tenido un nombre propio durante décadas: Corín Tellado (1927-2009), quien publicó su primera novela en 1946. En el panorama editorial en que apareció la autora asturiana ha sido considerada un “fenómeno sociocultural” por Vargas Llosa, y calificada por Cabrera Infante como la "inocente pornógrafa". Escribió ininterrumpidamente hasta alcanzar los cinco mil títulos, vendiendo más de cuatrocientos millones de ejemplares de sus novelas. En el ISBN actual sus registros pasan de ochocientos y los libros catalogados en la Biblioteca Nacional de España pasan de 4600. A diferencia de las autoras anglosajonas, no buscaba escenarios exóticos ni históricos, sino que enmarca sus historias en la realidad social del momento, logrando que los lectores se identifiquen fácilmente con sus protagonistas. Sus mujeres, considera Rosa Pereda, "tienen más aristas, son más broncas y más parecidas a las que yo he conocido más, a las que no nos queda más remedio que ser".
Hubo otros autores populares en la España de la época franquista; Matilde Redón Chirona, Águeda de Vianney (María Teresa López González, 1928-2003), Miguel Arazuri (Carmela Gutiérrez de Gambra, 1921-1984), Patricia Montes (Isabel González Lectte), Luisa Alberca (1920-2006), Rafael Barón (1921-1987), E. Jarber (Enrique Jarnés Bergua, 1919-1986), Celia Bravo (Lucila Mataix, 1932-2001), Vicky Lorca (Victoria Sau, 1930-2013), María Dolores Acevedo (1932-1998), E. M. Fariñas (Enrique Martínez Fariñas, ¿-1985), Rosa Alcázar (Francisco González Ledesma, 1927-2015) y Guillermo Sautier Casaseca (1910-1980), cuyas historias sin embargo con el paso del tiempo ya no lograrán con su estilo enganchar al público del mismo modo.

### Predominancia anglosajona
Con la llegada de la democracia en España, también llega la traducción de novelas románticas anglosajonas, que desplazan a las autoras españolas. La mayoría de las novelas románticas publicadas en el mercado de lengua castellana entre los años 1980 y 1999 han sido traducidas del inglés.
Hasta los años setenta del siglo XX la única que publicaba regularmente para el mercado castellano era Victoria Holt (1906-1993), desde que en 1964 se publicase Los alucinados de Kirkland Revels . Con su seudónimo de Philippa Carr se publicó en España Milagro en San Bruno, y en 1978 España para sus soberanos, escrito con el heterónimo de Jean Plaidy.
En la década de los setenta también publicaron por primera vez:
- Rosemary Rogers (Torbellino de pasión, julio de 1979)

En la década de los ochenta publicaron por primera vez:
- Kathleen E. Woodiwiss (La Llama y la flor, junio de 1980)
- Danielle Steel (Regreso al hogar, noviembre de 1980)
- Janet Dailey (Una mujer especial, marzo de 1981)
- Patricia Matthews (Promesa salvaje, junio de 1981)
- Nora Roberts (Adelia , abril de 1984)
- Dixie Browning (Un verano delirante, abril de 1984) (También como Bronwyn Williams publicó el libro Solo de palabra en enero de 2001)
- Margaret Way (El Arco Iris mágico, febrero de 1985)
- Anne Mather (Semilla de duda, mayo de 1985)
- Jayne Ann Krentz (con este nombre vio la luz Fantasmas de carne y hueso en julio de 1987; un año antes había publicado en enero Una lección de amor como Stephanie James y en abril Riesgo calculado como Jayne Castle; con el heterónimo de Amanda Quick se publicó Engaño ya en marzo de 1996)
- Penny Jordan (Una mujer inaccesible, febrero de 1986)
- Carole Mortimer (Herencia maldita, marzo de 1986)
- Diana Palmer (con este seudónimo publicó Unas locas vacaciones en marzo de 1986, también publicó Compás de espera como Diana Blayne en noviembre de 1987 y Después de la medianoche como Susan Kyle en julio de 1996)
- Johanna Lindsey (Así habla el corazón, marzo de 1986)
- Charlotte Lamb (Violación, abril de 1986)
- Betty Neels (Una vez para siempre, abril de 1986)
- Emma Darcy (El amor no es un juego, mayo de 1986)
- Barbara Delinsky (Nueva identidad , junio de 1986)
- Barbara Andrews (Cárcel de amor, diciembre de 1986) (También publicó con su hija El príncipe y la farsante en abril de 1998 como Jennifer Drew)
- Judith McNaught (Doble juego, agosto de 1987)
- Lisa Jane Smith (Crónicas Vampiricas, 1991 y aún la saga continua en 2009 en España con Invocación y según la web oficial de la saga en España, continuara pero con una trilogía que se relaciona más con Damon Salvatore)
- Heather Graham (Volver a amar, mayo de 1988) [Como Heather Graham Pozzessere] El forastero, febrero de 1992 y como Shannon Drake Un lecho de rosas 1996]
- Valerie Sherwood (Nacidas para amar, septiembre de 1988)
- Jude Deveraux (Hermana de hielo, en octubre de 1989)

A mediados de los años ochenta cuando se publica en España a la autora inglesa Barbara Cartland (1901-2000).
En los años noventa del siglo XX, junto a la mayor parte de las escritoras nombradas, se comienzan a editar en España a muchas otras autoras:
- Kristin James (Regalo de bodas, mayo de 1990) (Como Lisa Gregory La estación del arco iris en mayo de 1993 como Candace Camp La decisión de Juliet, mayo de 1995)
- Shirlee Busbee (La amante cautiva, julio de 1991)
- Sandra Brown (Los secretos mejor guardados, abril de 1992)
- Karen Robards (El ojo del tigre, febrero de 1993)

Desde 1995 se publica a Rebecca Brandewyne y Julie Garwood. Más recientemente, Linda Howard (en 1999), Lisa Kleypas (en 2000), Sherrilyn Kenyon/Kinley Mcgregor (en 2006) y Sonia Marmen (en 2008) se han incorporado a la nómina de autoras traducidas al español.

### Nueva generación de novelistas en español
A mediados de los años noventa del siglo XX se dio un resurgir de la novela sentimental a la española; sin embargo, no todas las autoras siguen las estrictas convenciones del género al modo anglosajón. Pueden citarse De amor y de sombra (1984) de Isabel Allende, y El amor en los tiempos del cólera (1985) de Gabriel García Márquez. En 1992 y 1993, Harlequín Ibérica publica 4 novelas a Estrella M. Zabala, Rojo Milady (1993) y Loca Magnolia (1996) de Emma Cohen, El peso de las sombras (1994) de Ángeles Caso, Igual que aquel príncipe (1995) de Ana Diosdado, Vino Amargo (1997) de Consuelo Mariño, Jugada del destino (1999) de Marién Cuevas, Bodas de odio (1999) de Florencia Bonelli, Alma (2004) de Bel Francés.
Pero es en 2006, coindiciendo con el Primer Concurso de Novela Romántica de la Editorial Terciopelo, en el que resultó ganadora la obra "Al llegar la noche" de la autora novel Jezz Burning (Raquel Barco), cuando muchas autoras de novelas rosas en español podrán ver publicadas sus primeras obras, gracias a que las editoriales buscan autoras en español. En 2006 se han publicado por primera vez Vive rápido, siente despacio de Esther Sanz, Pepa & Cía de Ruth García Orozco, Con solo nombrarte de Gabriela Margall, He aquí un secreto de Soledad Pereyra, Si encuentro tu nombre en el fuego de Gabriela Margall.
El 6 de noviembre de 2009, diecisiete escritoras rosas españolas deciden crear la Asociación de Autoras Románticas de España (ADARDE), con el objetivo de fomentar el género romántico y lograr que este sea considerado como uno más dentro de la literatura en general.

## Lectores y popularidad
Es un género que genera más lecturas entre las mujeres que los hombres. El perfil de la lectora de novela rosa es el de una mujer urbana que trabaja o estudia, y posee un nivel social medio-alto. Las edades oscilan entre los 15 y los 54 años. A lo largo de los años, las aficionadas a este género se han vuelto más exigentes respecto al contenido, pidiendo historias más consistentes, bien documentadas y coherentes a la época y valores de que trate la trama, con diálogos ágiles, personajes tridimensionales e historias inéditas. Lo que define claramente gustos y tendencias especializadas, como puede verse en diversas páginas web dedicadas al género.
Las novelas rosas alcanza grandes cifras de ventas, de acuerdo con la multinacional TNS referido al año 2005, la novela rosa representa al menos un 7% del total del mercado español, casi el doble que los libros de fantasía y siete veces más que los de terror.
Las novelas rosas son muy populares en los Estados Unidos y Canadá, donde es el género más vendido. La ficción rosa, llegó al 24,1 % y la ficción de misterio, detective y suspense, llegó al 23,1%.[cita requerida] Se publicaron más de dos mil novelas rosas y se alcanzaron 51,1 millones de lectores.[cita requerida]
En España no hay ninguna lista con un prestigio similar a las estadounidenses New York Times o el Publisher Weekly que determine qué autores son los más vendidos. Las listas existentes basadas en las ventas de librerías tradicionales no son significativas, por cuanto los best sellers, y entre ellos se encuentran las novelas rosas, buscan precisamente canales de distribución distintos, y venden más por encontrarse presentes en las grandes superficies, los supermercados, los quioscos y, finalmente, las librerías de estaciones ferroviarias y aeropuertos. Se considera un público en alza que llega a consumir hasta cuatro o cinco títulos al mes.[cita requerida]
Hay un dato que puede guiar sobre las preferencias de los lectores, y es quienes son las más editadas, según la Agencia española del ISBN.